# Episodi di Travelers (seconda stagione)
La seconda stagione della serie televisiva Travelers, formata da 12 episodi, è stata trasmessa in prima visione in Canada sul canale Showcase dal 16 ottobre 2017 al 18 dicembre 2017.
In Italia, la stagione è stata interamente pubblicata il 26 dicembre 2017 dal servizio di video on demand Netflix.
| nº | Titolo originale | Titolo italiano  | Prima TV Canada  | Pubblicazione Italia |
| -- | ---------------- | ---------------- | ---------------- | -------------------- |
| 1  | Ave Machina      | Ave Machina      | 16 ottobre 2017  | 26 dicembre 2017     |
| 2  | Protocol 4       | Protocollo 4     | 23 ottobre 2017  | 26 dicembre 2017     |
| 3  | Jacob            | Jacob            | 30 ottobre 2017  | 26 dicembre 2017     |
| 4  | 11:27            | 11:27            | 6 novembre 2017  | 26 dicembre 2017     |
| 5  | Jenny            | Jenny            | 13 novembre 2017 | 26 dicembre 2017     |
| 6  | U235             | U235             | 20 novembre 2017 | 26 dicembre 2017     |
| 7  | 17 Minutes       | 17 minuti        | 27 novembre 2017 | 26 dicembre 2017     |
| 8  | Traveler 0027    | Viaggiatore 0027 | 4 dicembre 2017  | 26 dicembre 2017     |
| 9  | Update           | Aggiornamento    | 11 dicembre 2017 | 26 dicembre 2017     |
| 10 | 21C              | 21C              | 11 dicembre 2017 | 26 dicembre 2017     |
| 11 | Simon            | Simon            | 18 dicembre 2017 | 26 dicembre 2017     |
| 12 | 001              | 001              | 18 dicembre 2017 | 26 dicembre 2017     |